# Cyriacus Schneegaß
Cyriacus Schneegaß (auch: Snegassius; * 5. Oktober 1546 in Bufleben; † 23. Oktober 1597 in Friedrichroda) war ein deutscher evangelischer Pfarrer und Kirchenlieddichter.

## Leben
Schneegaß wurde 1546 in dem Dorf Bufleben, nördlich von Gotha, geboren. Er ist vermutlich aus einem bäuerlichen Geschlecht hervorgegangen und erlebte eine durch kriegerische und theologische Wirren bewegte Jugend. Der Schmalkaldische Krieg mit seinen für die thüringischen Länder bedeutsamen Folgen, wie die Belagerung und Einnahme Gothas durch den Kurfürsten August von Sachsen, fallen in die Jahre seiner Kindheit und Ausbildung.
Schneegaß besuchte bis 1565 das Gymnasium in Gotha. Von seinen Lehrern ist der Rektor Cyriacus Lindemann hervorzuheben, der maßgeblichen Einfluss auf ihn hatte. Im Anschluss immatrikulierte sich Schneegaß an der Universität Jena.
Nachweise über sein Leben finden sich erst wieder 1573, als er das erste geistliche Amt als fünfter evangelischer Pfarrer an der St. Blasiuskirche des Waldortes Friedrichroda aufnimmt. Gleichzeitig bekleidete er die Stelle eines Adjunkten der weimarischen Superintendentur. In diese Zeit fällt die Vermählung mit Dorothea Lindemann, der einzigen Tochter seines 1568 gestorbenen Lehrers. Das Paar hatte acht Töchter, von denen vier im Vorwort zu seinen Geistlichen Liedern und Psalmen mit Namen erwähnt werden. Darüber hinaus sind zwei früh gestorbene Söhne bekannt.
Als Seelsorger hat Schneegaß für seine Gemeinde eine fruchtbare Tätigkeit entfaltet. Wie man aus seinen noch vorhandenen Kasualreden entnehmen kann, verfolgte er aufmerksam die Schicksale seiner Gemeindemitglieder. Dass seine Tätigkeit auf sehr fruchtbaren Boden fiel, bezeugen die während seiner Amtsführung zahlreichen Legate zugunsten der Armenpflege und Schuleinrichtung seiner Gemeinde.

## Familie
Seine Frau Dorothea geborene Lindemann war eine Enkelin des gothaischen Superintendenten Friedrich Myconius und eine Großnichte Martin Luthers.

## Werk
Ein Band aus der Reihe seiner Veröffentlichungen enthält mit Briefen hervorragender Männer der Reformationszeit (Schmalkalden 1598) einzigartige Zeugnisse bedeutender Reformatoren (u. a. Luther, Cruziger).
1595 veröffentlichte er die Weyhenacht- und Neujahrsmotetten von 4 Stimmen (in zwei Teilen in Erfurt erschienen), worin neben seinen eigenen Kompositionen auch Werke anderer Komponisten enthalten sind.
Seine erfolgreichste Veröffentlichung war die Herausgabe von 73 geistlichen Liedern.
Von seinen Kirchenliedern hat das Lied In dir ist Freude in allem Leide auf eine Melodie von Giovanni Giacomo Gastoldi einen festen Platz im evangelischen Kirchengesang (EG 398), die Zuschreibung ist allerdings unsicher. Ein bekannteres Weihnachtsgedicht von Schneegaß heißt Das neugeborne Kindelein, dessen Text Johann Sebastian Bach in der gleichnamigen Kantate verarbeitete.